# Handley Page Type B
El Handley Page Type B fue un inusual biplano monomotor propulsor construido por Handley Page bajo comisión de un agente de patentes de Liverpool. Dañado antes de su primer vuelo, Handley Page lo abandonó, pero fue reconstruido y voló durante un tiempo en 1910 como Planes Limited Biplane.

## Diseño y desarrollo
A pesar de la letra de modelo de la compañía y de su designación retrospectiva como HP.2, el biplano Type B solo fue desarrollado parcialmente por Handley Page. Fue concebido por W.P. Thompson, de Freshfield, cerca de Formby en Lancashire, que había registrado ideas de controles de aviones mediante áreas alares variables y movimientos del centro de gravedad, y que estaba ansioso por construir un avión con "estabilidad pendular", o sea, con la mayor parte de su masa montada de forma flexible debajo de las alas. Aparentemente, lo ideó originalmente como una máquina sin cola. En 1909, contrató a Handley Page para que construyese un prototipo. Fue realizado en Barking, con aportes de Handley Page y de Robert Fenwick, asistente de Thompson.
El Type B poseía una estructura estándar de abeto recubierta de tela. Las alas biplano de amplia separación tenían dos vanos, aunque en ausencia de un fuselaje entre ellas existían más soportes interplanares. Dos botalones de cola, cada uno basado en una pareja de miembros arriostrados en cruz unidos a las alas superior e inferior, soportaban una cola biplano. Entre los planos de cola existían un par de timones interconectados.
El Type B no tenía fuselaje: el motor en línea Green D.4 de cuatro cilindros de 45 kW (60 hp) y refrigeración por agua estaba montado de forma flexible por debajo del ala inferior y movía un par de hélices propulsoras, montadas a nivel del ala inferior, a través de una pareja de cadenas. El piloto se sentaba por delante del motor, unido a él, entre el par de ruedas principales. Se añadió un par de pequeñas ruedas de punta alar para facilitar la estabilidad.
El tren de aterrizaje colapsó en el primer intento de vuelo a finales de 1909, antes de que el avión dejase el suelo. Durante las reparaciones, una tormenta le causó más daños y Handley Page decidió no tener más que ver con lo que consideró un fracaso y lo apodó "The Scrapheap" (montón de chatarra). Permitió que Fenwick, financiado por Thompson, completara las reparaciones y modificaciones en Barking, incluyendo la adición de alerones y el reemplazo de la pareja de hélices movidas mediante cadena por una única hélice propulsora de transmisión directa. Estos trabajos se completaron a mitad de 1910 y Thompson hizo que transportaran la máquina hasta Freshfield, donde había fundado una organización llamada Planes Limited y donde poseía un aeródromo. El 29 de noviembre de 1910, el Type B voló finalmente, comportándose lo suficientemente bien como para que a Fenwick se le concediese el certificado de piloto del Royal Aero Club. Por esa época era conocido como el Planes Limited Biplane. Se estrelló unos pocos días más tarde con mal tiempo, pero fue reconstruido una vez más y volado desde las playas de Formby.

## Variantes
Type B (HP.2)
Prototipo con dos hélices propulsoras, uno construido.
Planes Limited Biplane
El Type B mejorado con una sola hélice propulsora.

## Especificaciones (Type B)

### Características generales
- Tripulación: Uno (piloto)
- Planta motriz: 1× motor lineal de cuatro cilindros refrigerado por agua Green D.4.
  - Potencia: 45 kW (62 HP; 61 CV)
- Hélices: 2× bipala de madera de paso fijo por motor.

## Aeronaves relacionadas

### Desarrollos relacionados
- Mersey Monoplane, el segundo diseño de Planes Limited.

### Secuencias de designación
- Secuencia Alfabética (interna de Handley Page): Type A - Type B - Type C - Type D - Type E →
- Secuencia HP._ (interna de Handley Page): HP.1 - HP.2 - HP.3 - HP.4 - HP.5 →